# Jonův svět
Jonův svět (anglicky Jon's World) je vědeckofantastická povídka/noveleta amerického spisovatele Philipa K. Dicka, která vyšla poprvé v dubnu 1954 v antologii Time to Come: Science-Fiction Stories of Tomorrow. Původní název zněl Jon.
Tématem povídky je cestování časem a následné narušení kauzality.

## Postavy
- Caleb Ryan – otec Jona a člen expedice do minulosti
- Kastner – druhý člen expedice do minulosti
- Schonerman – vědec
- Jon – Ryanův syn
- Grant – starý opatrovník Jona
- Walter Timmer – ředitel zdravotního střediska
- James Pryor – chirurg

## Děj
Je budována loď pro cestování časem. Účelem je získat z minulosti dokumenty vědce Schonermana, které mohou být využity pro rekonstrukci válkou zničené Země. V první fázi války bojovali lidé proti sobě, ve druhé proti strojům, které se postavily svým stvořitelům. Lidstvo bylo nuceno přesídlit na Měsíc.
Členy posádky jsou Caleb Ryan a Kastner. Ryan má syna Jona, který mívá vidiny, jakési vize poklidného světa, kde lidé žijí v harmonickém vztahu s přírodou. Otec je považuje za pomatené halucinace a před odletem nechá Jonovi provést lobotomii. Jon své vize ztratí. Ryan s Kastnerem během expedice sice Schonermanovy dokumenty získají, ale při akci Schonerman zemře, což nebylo v plánu. Kauzalita je narušena. Dvojice mužů se vrací do přítomnosti a zjišťuje, že svět, jak jej znají, už neexistuje. Vracejí se do nového světa – Jonova světa.

## Citát
„Takže chlapec vidí vize. Vize konečné reality. Jako středověk. (…) Zrovna když to vypadalo, že z člověka tyhle sklony vymlátili, jeho věčnou neschopnost čelit realitě. Jeho věčné snění. (…) Degenerace. Tisíc ztracených let. Duchové a bozi a ďáblové a tajný vnitřní svět. Všechny ty báchorky a výmysly a metafyzika, jimiž si člověk po staletí vyvažoval své obavy, svou hrůzu ze světa. Všechny sny, jež si vymyslel, aby zastřel pravdu, drsný svět reality. Mýty, náboženství, pohádky. Lepší svět, onen svět, svět potom a nade vším. Všechno se to vrací, znovu se to objevuje, a v jeho vlastním synovi. “ — Philip K. Dick: Jonův svět  

## Česká vydání
Česky vyšla povídka v následujících sbírkách nebo antologiích (k roku 2024):
- Výplata (Baronet, 2004)
- Planeta, která neexistovala (Argo, 2006, svazek I)